# دراغون درايف
دراغون درايف (باليابانية: ドラゴンドライブ، بالروماجي: Doragon Doraibu) (بالإنجليزية: Dragon Drive)‏ هي سلسلة مانغا يابانية من تأليف كينيتشي ساكورا نشرت من قبل شوئيشا في مجلة شونن جمب الشهرية، منذ عام 2001 حتى عام 2006. تم تجمع فصول المانغا في 14 مجلد تانكوبون. أنتجت إلى مسلسل أنمي من قبل استوديو مادهاوس، عرض الأنمي على تلفزيون طوكيو منذ 4 يوليو عام 2002 واستمر عرضه 27 مارس عام 2003، وتكون 38 حلقة.

## القصة
تدور أحداث القصة عن ريجي أوزورا هو طالب في المدرسة الثانوية، كسول ويتخلى عن كل شيء يكون سيئًا في عمله. بعد أن سئم صديق طفولته مايكو يوكينو من رؤيته يتخلى عن كل شيء ويستمر في الأداء السيئ للغاية في المدرسة، يعرض عليه لعبة الواقع الافتراضي دراغون درايف. هي لعبة قتال يتواجه فيها اللاعبون وشركاؤهم من التنانين داخل مدينة الواقع الافتراضي.

## الأداء الصوتي
| الشخصية          | الأداء الصوتي          |
| ---------------- | ---------------------- |
| ريجي أوزورا      | رومي باكو              |
| تشيبي            | شينامي نيشيمورا        |
| مايكو يوكينو     | يوكو ساساموتو          |
| دايسكي هاغيوارا  | مايكل شيتاندا          |
| سان وولز         | يوكي ماتسودا           |
| هيكارو هيمورو    | كينيتشي سوزومورا       |
| كوجي تاتشيبانا   | توموكازو سوغيتا        |
| ساياكا توا       | يوكانا                 |
| إيتشيرو شوميشيبا | إيزي ميازاكي           |
| ميغورو           | ساياكا أوهارا          |
| إينسوي           | كيري يوشيزاوا          |
| روكاكو           | تاكيهيتو كوياسو        |
| غوكاكو           | تومو سايكي             |
| كوماكي           | هيكارو توكيتا          |
| ماهيرو           | كينجي نوجيما           |
| كوهي توكي        | كوهيه كياسو            |
| سايزو توكي       | ريوزابورو أوتومو       |
| العامل إل        | إمي شينوهارا           |
| العامل جي        | جون فوكوياما           |
| موكاي            | ريكا ماتسوموتو         |
| غونكو            | كازو أوكا [الإنجليزية] |
| العامل إس        | تاكايا كورودا          |
| سالي             | أكيمي أوكامورا         |
| سوي              | ميو ماتسوكي            |

## وصلات خارجية
- دراغون درايف على موقع شوئيشا باللغة اليابانية
- دراغون درايف على موقع مادهاوس باللغة اليابانية
- دراغون درايف على موقع تلفزيون طوكيو باللغة اليابانية
- دراغون درايف على موقع Carddas باللغة اليابانية
- دراغون درايف على موقع ANN manga (الإنجليزية)